# Panikteatern
Panikteatern är en fri teatergrupp från Uppsala som 2014 fyllde 40 år som professionell teatergrupp. Panikteatern spelar teater för barn och vuxna på turné såväl som på den egna scenen Den lilla teatern i Uppsala. Sedan 2000 arbetar man i huvudsak med turnéer i svenska landsbygden. Mellan 2000 och 2004 fanns man med inom Riksteaterns småplatsprojekt. Panikteaterns arbete stöds av Uppsala kommun.
Panikteatern har sin hemvist på Den lilla teatern på S:t Persgatan 22 i Uppsala. Denna teater drivs i samarbete med Teater Spektaklet.